# Чесменская галерея
Чесме́нская галере́я — парадный зал Большого Гатчинского дворца. Галерея создана по проекту итальянского архитектора В. Бренны на месте нескольких комнат А. Ринальди во второй половине 1790-х годов, при перестройке дворца под императорскую резиденцию Павла I. По своему смысловому содержанию галерея предназначалась для прославления русского оружия и была названа в честь победы русского флота над турецким в Чесменском сражении 24—26 июня (5—7 июля) 1770 года, во время Русско-турецкой войны 1768—1774 годов. Чесменская галерея стала одним из целого ряда мемориалов, посвящённых победе в сражении, наряду с другими памятниками, зданиями, дворцовыми интерьерами в пригородах Санкт-Петербурга.
Галерея была оформлена в стиле классицизма, ведущую роль в её отделке играли лепка и позолота. Центральное место в интерьере занимали три больших полотна с изображениями эпизодов Чесменского боя, которые и дали название галерее. Они представляли собой копии с произведений немецкого художника Я. Ф. Хаккерта, созданных в начале 1770-х годов специально для Чесменского зала Большого дворца в Петергофе. Галерея Бренны в Гатчине была в числе самых пышных и торжественных помещений дворца. Она оценивается искусствоведами как одно из высших достижений в творчестве итальянского архитектора и причисляется к лучшим интерьерам павловского времени.
Чесменская галерея была уничтожена пожаром в 1944 году, во время Великой Отечественной войны. Дискуссии о восстановлении этого зала начались практически сразу же после его гибели, однако лишь в 1970-х годах был воссоздан объём помещения. Фрагментарное восстановление интерьера с консервацией остальной части галереи было проведено только в 2018 году.

## Предыстория
Большой Гатчинский дворец строился по проекту итальянца Антонио Ринальди в период с 1766 по 1781 год. По бокам от трёхэтажного центрального корпуса дворца были возведены одноэтажные флигели в форме каре, соединявшиеся с главным корпусом двухэтажными полуциркульными (полукруглыми) переходами. На втором этаже этих переходов один из фасадов — со стороны главного двора дворцового комплекса — был решён в виде открытых галерей с двойной колоннадой. В общем замысле здания полуциркули, как и каре, играли подчинённую роль, помещения, располагавшиеся в них (в частности, со стороны паркового фасада), имели утилитарное назначение. Отделка этих помещений, по-видимому, не представляла художественного интереса.

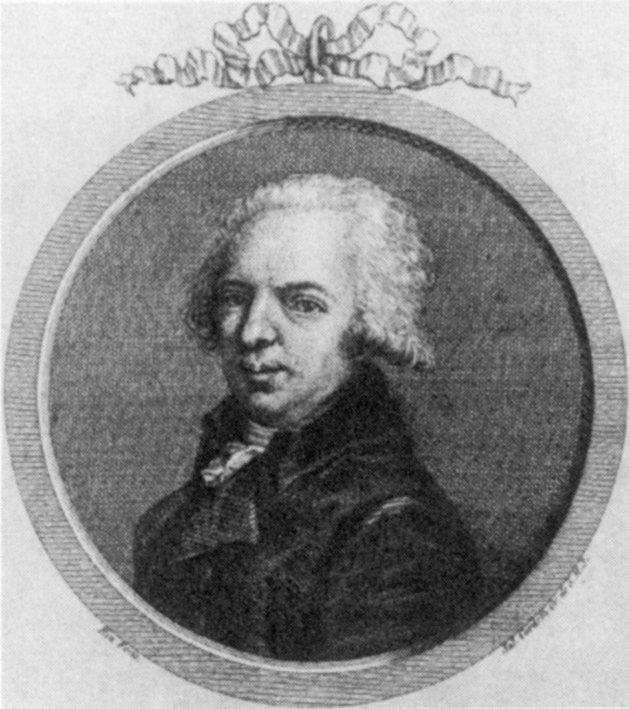
В. Бренна. Гравюра С. Карделли с оригинала А. Х. Ритта

После смерти в 1783 году владельца гатчинской усадьбы, светлейшего князя Г. Г. Орлова, Гатчина была выкуплена Екатериной II в казну и затем подарена её сыну, наследнику престола великому князю Павлу Петровичу. В течение длительного времени Павел, занятый строительными работами в Павловске, не имел средств для перестройки гатчинского дворца. Однако к середине 1790-х годов открытые колоннады Ринальди стали разрушаться от дождей, морозов и тяжести лежащей на них крыши с карнизом и парапетом (согласно заключению архитекторов И. Е. Старова, Е. Т. Соколова и Дж. Кваренги).
Итальянский архитектор Винченцо Бренна в своём проекте ремонтных работ предложил заложить открытые лоджии черницким камнем (добывавшимся в деревне Черница) и устроить застеклённые закрытые галереи, украсив их живописью и лепкой. Первоначально предполагалось завершить все работы к началу 1797 года, однако после вступления Павла I на престол в ноябре 1796 года было решено произвести масштабную перестройку дворца, расширив его и превратив в императорскую резиденцию с богатыми парадными интерьерами. Дворец перестраивался по проекту всё того же Бренны.

## Описание
В западном полуциркуле, на месте 6 небольших жилых комнат бельэтажа, обращённых окнами в парк и примыкавших, таким образом, к бывшей лоджии, выходившей на плац перед главным входом во дворец, Бренной был создан парадный зал, впоследствии известный как Чесменская галерея. При этом уже существовавшая планировка данной части дворца была не слишком удобна для создания здесь больших торжественных интерьеров. Встречаются утверждения, что работы в Чесменской галерее велись под наблюдением В. И. Баженова, работавшего в Гатчине в качестве архитектора от адмиралтейского ведомства.

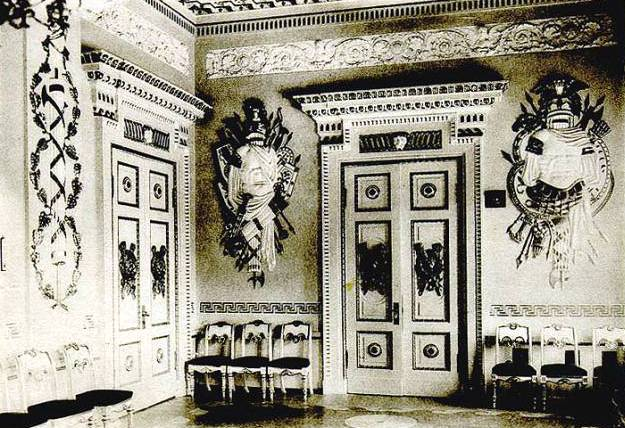
Чесменская галерея: двери в Арсенальную галерею (слева) и Овальную комнату (справа). Фото XIX века

Чесменская галерея наряду с другими помещениями западного изогнутого крыла дворца соединяла главный корпус с Кухонным каре, в частности — с располагавшейся в башне Кухонного каре дворцовой церковью Святой Троицы. Вход в галерею из центрального корпуса находится непосредственно на промежуточной площадке Парадной лестницы.
Параллельно Чесменской со стороны главного двора, на месте лоджии Ринальди, была устроена Малиновая галерея, впоследствии получившая название Арсенальной (также Оружейная галерея, Ружейный Арсенал). В ней в 1823 году был размещён музей оружия XVI—XIX веков. Главная тема декоративного оформления Чесменской галереи — апофеоз победы русского оружия. Таким образом, похожие по планировке Чесменская и Арсенальная галереи уже в XIX веке составили не только композиционное, но и тематическое единство среди других залов Большого Гатчинского дворца.
Со стороны Кухонного каре и церкви вход в Чесменскую галерею предваряла небольшая Овальная гостиная, объединённая с галереей единым художественным замыслом и служившая для неё, фактически, аванзалом. Сходство проявлялось в пространственном решении: гостиная в плане представляла собой овал, что перекликалось с изогнутостью стен галереи; в перекрытиях обеих комнат использовались распалубки с люнетами. В то же время, по тематике отделки гостиная противопоставлялась галерее. Если Чесменская галерея предназначалась для прославления русского оружия, то Овальная комната — для прославления мира. Таким образом, эти интерьеры в Гатчине стали своеобразным аналогом залов Войны и Мира Павловского дворца. Замыкала обе галереи в южном торце западного полуциркуля Предовальная (или Предцерковная) комната, откуда можно было пройти в дворцовую церковь.

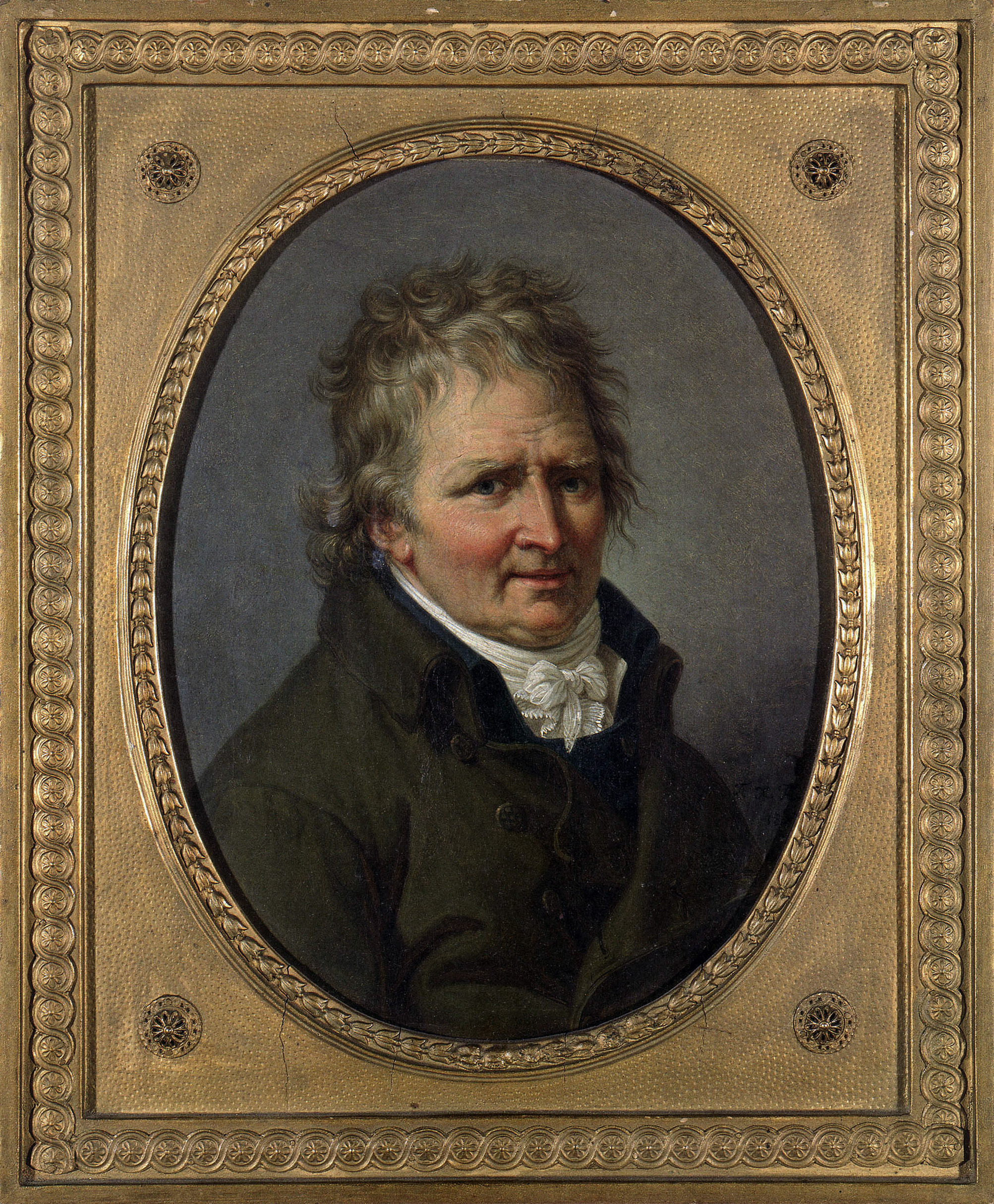
Я. Ф. Хаккерт. Портрет работы Ф.-К. Фабра, 1807

Чесменская галерея первоначально именовалась Золотой — из-за позолоты на лепных орнаментах, также носила название «Галерея к церкви». Наименование «Чесменской» за ней закрепилось уже в XIX веке в связи с тем, что её стены украшали три картины с видами Чесменского боя. Чесменское сражение 24—26 июня (5—7 июля) 1770 года, периода Русско-турецкой войны 1768—1774 годов, стало одним из триумфов Первой Архипелагской экспедиции русского флота против турок и в конечном итоге способствовало утверждению Российской империи на берегах Чёрного моря.
О том, какое значение имела эта победа для России, свидетельствует обилие посвящённых ей мемориалов в пригородах Санкт-Петербурга. В Большом дворце Петергофа был создан мемориальный Чесменский зал, в Екатерининском парке Царского Села — воздвигнута Чесменская колонна, у дороги из Петербурга на Царское Село — построены путевой Чесменский дворец и Чесменская церковь. В Дворцовом парке Гатчины ещё при Г. Г. Орлове по проекту А. Ринальди был поставлен Чесменский обелиск.
Чесменская галерея, появившаяся гораздо позже других «чесменских» мемориалов, очевидно, должна была олицетворять славу и победы флота в резиденции нового императора. Павел I имел чин генерал-адмирала Российского императорского флота. Три полотна с эпизодами Чесменского сражения, размещённые на стенах галереи, представляли собой копии с работ немецкого живописца Я. Ф. Хаккерта, написанных в начале 1770-х годов специально для вышеупомянутого Чесменского зала Большого петергофского дворца. Возможно, эти копии были сделаны по заказу императора, причём выполнил их, по некоторым данным, автор оригиналов.
Павел лично знал Хаккерта, с которым он познакомился ещё в 1782 году в Риме, будучи великим князем, во время своего путешествия по Европе с женой. Немецкий художник тогда получил заказы от великокняжеской четы. Однако путешественник И. Г. Георги в своём описании Санкт-Петербурга и окрестностей, выдержавшем несколько изданий на немецком, французском и русском языках в 1790—1794 годах (то есть, ещё до создания Чесменской галереи в Гатчине), писал, что в некой галерее гатчинского дворца находятся копии трёх картин с изображением Чесменской битвы, написанные Хаккертом по заказу князя Орлова.

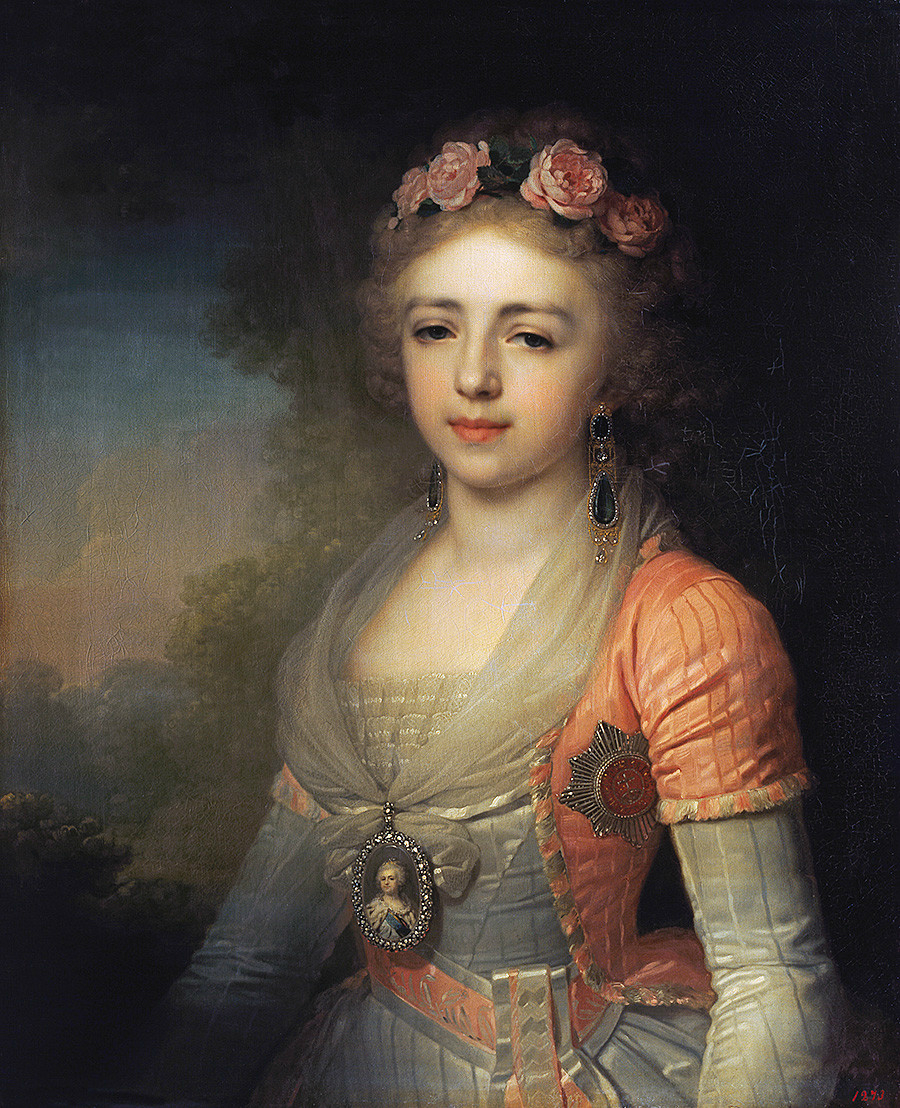
Александра Павловна. В. Л. Боровиковский, 1796. Из собрания ГМЗ «Гатчина»

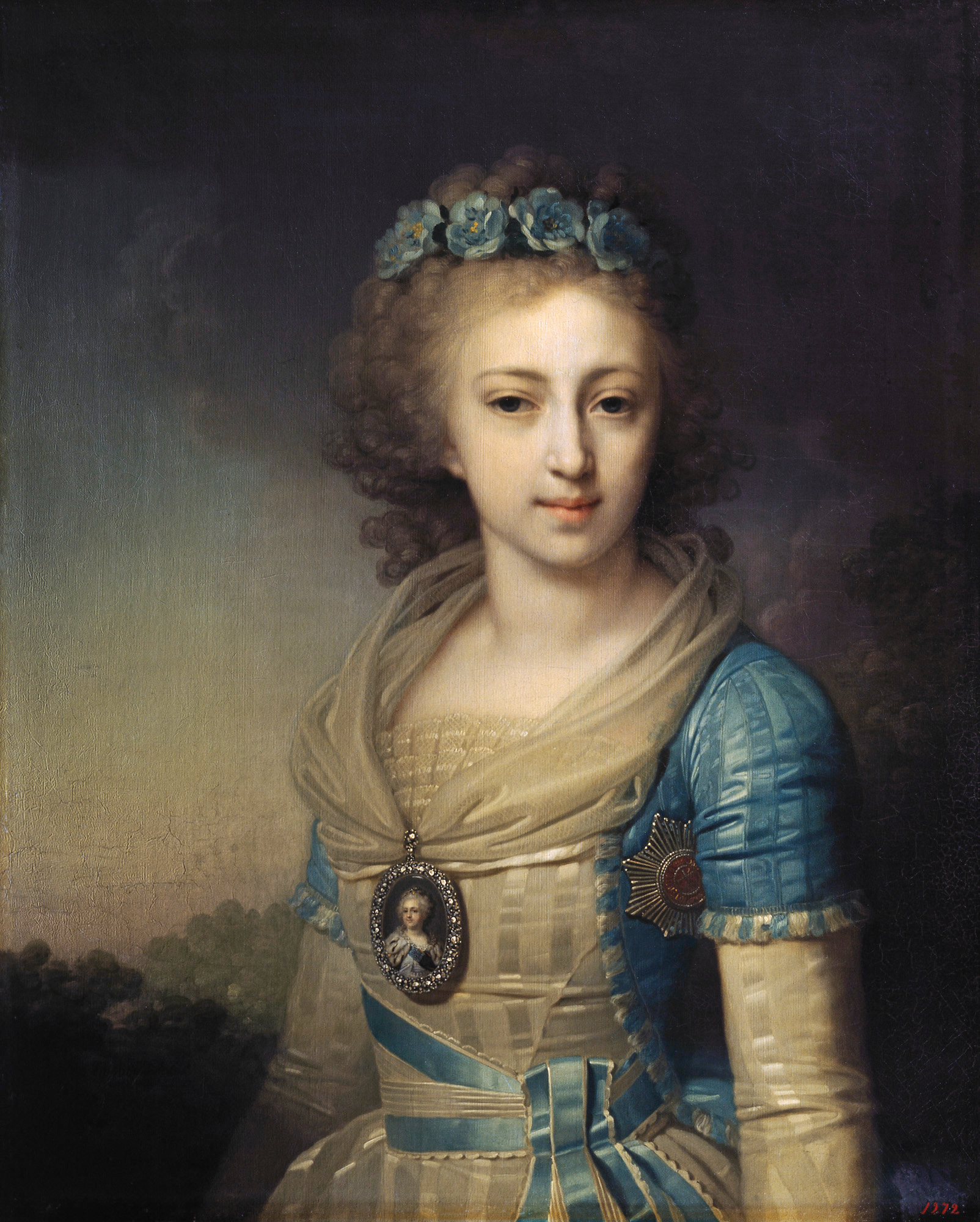
Елена Павловна. В. Л. Боровиковский, 1796. Из собрания ГМЗ «Гатчина»

При Павле I Чесменская галерея использовалась для торжественных выходов в дворцовую церковь, время от времени тут устраивались многолюдные банкеты. Во время празднеств и приёмов в галерее накрывали столы, на хорах зала играла музыка, иногда здесь устанавливалось тронное место. В октябре 1799 года именно в Чесменской галерее проходили празднования свадеб двух дочерей Павла I — 12 (23) октября великой княжны Елены Павловны с наследным принцем Мекленбург-Шверинским Фридрихом Людвигом и 19 (30) октября её старшей сестры великой княжны Александры Павловны с эрцгерцогом Иосифом Габсбургом, палатином Венгерским.
Галерея служила в качестве парадного помещения для торжественных мероприятий и в дальнейшем. Например, в период пребывания семьи Александра III в Гатчине в 1880-х годах в день рождения императрицы Марии Фёдоровны, 14 (26) ноября, в Чесменской галерее для поздравления императрицы обычно собирались офицеры лейб-гвардии Кирасирского полка Её Величества, шефом которого была Мария Фёдоровна и который дислоцировался в Гатчине (также для размещения гостей обычно были задействованы Белый зал, Тронная и Греческая галерея).
27 июля (9 августа) 1901 года в Большом Гатчинском дворце праздновалась свадьба великой княжны Ольги Александровны, дочери Александра III, и принца Петра Александровича Ольденбургского. Для торжественного обеда в Чесменской галерее было установлено 8 столов (ещё 10 столов стояли в Белом зале, Мраморной столовой и на балконе главного корпуса).

## Утрата и восстановление
В период Великой Отечественной войны Чесменская галерея впервые пострадала, согласно дневнику сотрудника Гатчинского дворца-музея С. Н. Балаевой, в ходе бомбардировки ночью 15 августа 1941 года — в нескольких метрах от крыльца западного полуциркуля упала бомба. Кроме выбитых окон в церкви, Греческой галерее, на Парадной лестнице и в переходе с лестницы в Чесменскую галерею, были повреждены крыша, а также стены и потолки в Арсенальной галерее, Предовальной и Овальной комнатах (в последней — стена, смежная с Чесменской галереей).
В сентябре 1941 года город Красногвардейск (Гатчина) был оккупирован немецкими войсками. В январе 1944 года при отступлении Большой Гатчинский дворец был ими заминирован и сожжён. Чесменская галерея вместе с другими интерьерами погибла в огне. Пожаром были уничтожены чердачное перекрытие и кровля, сильно пострадал декор, в том числе лепные украшения. Картины Хаккерта также были утрачены в годы войны.
Уже в марте 1944 года, на научно-технической конференции музейных работников Ленинграда, посвящённой реставрации пригородных дворцов, говорилось о необходимости восстановления Чесменской галереи — например, в формате экспозиционного зала (чему способствовала планировка галереи) в составе военного музея, который мог быть организован в гатчинском дворце, по мнению историка архитектуры Г. Г. Гримма. Восстановленная галерея как интерьер воинской славы стала бы органичной частью такого музея, как и, например, полотна Хаккерта из «чесменской серии», которые могли быть переданы в Гатчину вместо их возвращения в Чесменский зал Большого петергофского дворца (согласно предложению бывшего директора Гатчинского дворца-музея В. К. Макарова).

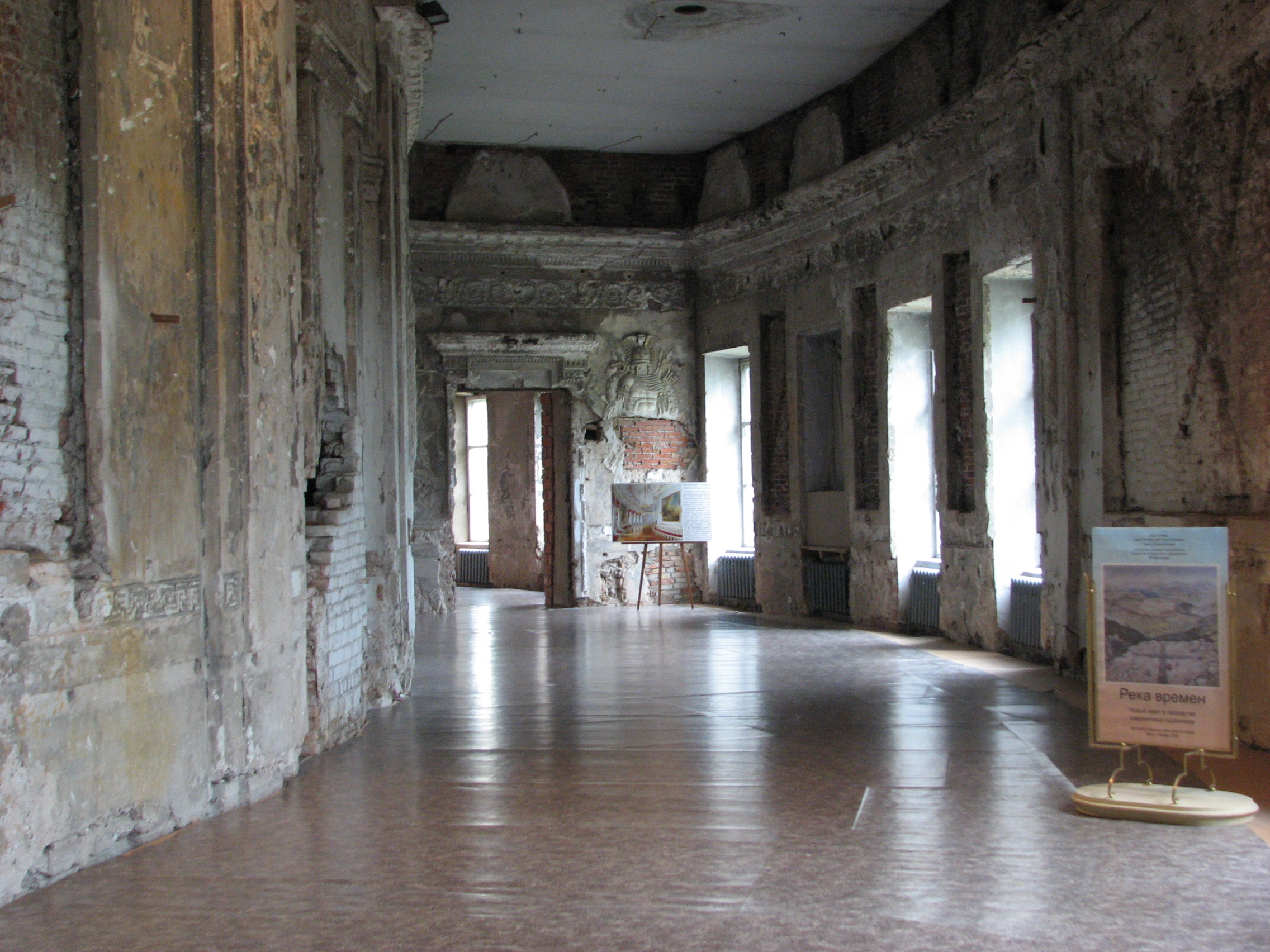
Чесменская галерея в 2008 году

Проект возрождения отделки ряда парадных залов дворца в Гатчине (и Чесменской галереи в том числе) был разработан под руководством архитектора М. М. Плотникова в 1963—1965 годах. В 1970-х годах в галерее было выполнено новое чердачное и межэтажное перекрытие, начато восстановление полукруглой восточной стены зала и балкона, однако интерьер воссоздан не был. В течение длительного времени галерея В. Бренны оставалась почти в том же состоянии, что и сразу после пожара 1944 года. На стенах были видны обнажённая кирпичная кладка, зияющие дыры старых воздуховодов, остатки лепнины с позолотой. После открытия в Большом дворце музея в Чесменской галерее располагалась выставка фотодокументов, рассказывавшая о разрушениях периода войны.
В 2017 году компанией «Возрождение Петербурга» был предложен проект консервации галереи с частичным воссозданием элементов интерьера. Реставрационные работы по заказу Комитета по государственному контролю, использованию и охране памятников истории и культуры Санкт-Петербурга были проведены в 2018 году. Открытие галереи для публики состоялось 7 мая 2019 года.
Основой для реставрации стали дореволюционные фотографии Чесменской галереи и акварель Э. П. Гау, запечатлевшая галерею по состоянию на 1877 год. В зале были воссозданы дверной портал, фрагмент стены с оконным проёмом, подоконником, бронзовыми бра, зеркалами и небольшим участком паркета, а также балкон, где во время торжеств находились музыканты. В остальном в галерее были сохранены следы военных разрушений, напоминающие о войне и пожаре 1944 года. Таким образом, с 8 мая 2019 года в Чесменской галерее открыт Зал Памяти Великой Отечественной войны 1941—1945 годов. Образ одной из картин, находившихся здесь до войны — полотна «Начало боя в Хиосском проливе 24 июня 1770 года» — проецируется на то месте на стене, где картина висела ранее, то появляясь, то исчезая, как символ утраченного великолепия интерьера (эта идея с использованием мультимедийных технологий была предложена художником А. А. Райхштейном). Проект реставрации и консервации галереи в 2019 году стал победителем Второго архитектурно-дизайнерского конкурса с международным участием «Золотой Трезини» (названного в честь Д. Трезини) в номинации «Лучший реализованный проект реставрации/реконструкции».

## Отделка
Чесменская галерея была одним из самых пышных и торжественных парадных залов Большого дворца. Общая площадь помещения — 112 м2. Если в соседней Овальной гостиной, составлявшей с галереей единый ансамбль, главным изобразительным приёмом была живопись, то в Чесменской галерее — лепка. Основными же элементами оформления, задававшими тему и образы декора парадного зала, стали три больших (высотой более двух и длиной более трёх метров) батальных полотна на тему Чесменского сражения, вмонтированных в стены — копии картин Я. Ф. Хаккерта из Чесменского зала Большого петергофского дворца.
|                                                   |                                             |                                         |
| ← Овальная комната                                | «Гибель русского корабля „Святой Евстафий“» | Парадная лестница →                     |
|                                                   |                                             |                                         |
| «Начало боя в Хиосском проливе 24 июня 1770 года» | Камин с зеркалом ↓ Арсенальная галерея      | «Бегство турецкого флота в бухту Чесма» |

Картины были размещены на стенах галереи так, словно они находились на вершинах треугольника — одна между окнами в центре стены, обращённой в Дворцовый парк, а две другие на глухой стене, смежной с Арсенальной галереей. Между последними двумя, в центре внутренней стены, в неглубокой нише с полукруглым завершением, помещался камин красного мрамора с золочёными бронзовыми фигурами по бокам. Над камином — зеркало в массивной раме, напоминающей триумфальную арку, которая завершалась горельефом в виде золочёного орла. С обеих сторон зеркало обрамляли барельефы с атрибутами воинской славы — щитом, оружием, знамёнами. Зеркало находилось ровно напротив третьей картины, которая, таким образом, освещалась отражённым светом и сама отражалась в зеркале. С учётом этого отражения все три картины можно было видеть одновременно, как триптих.

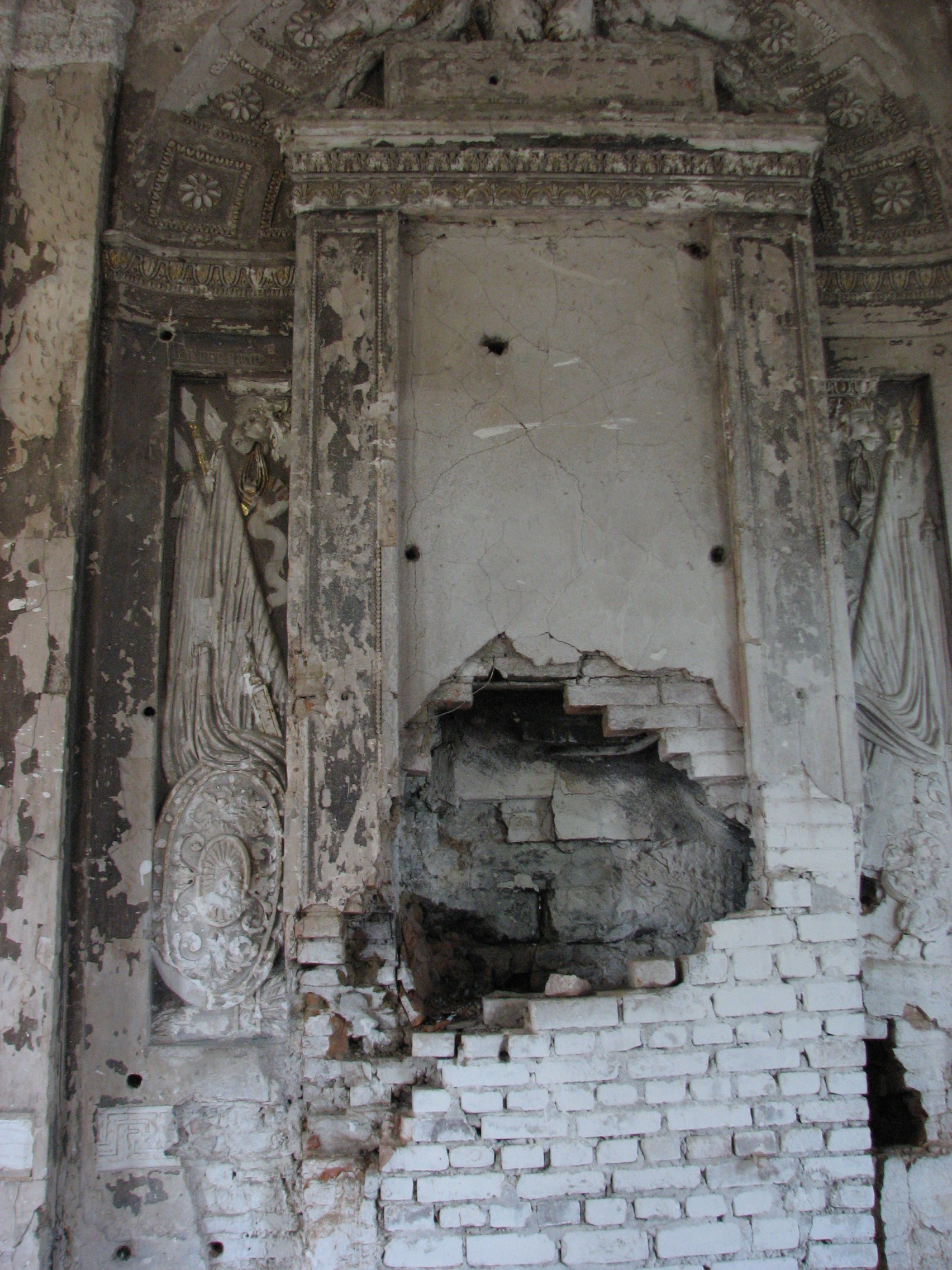
Ниша с надкаминной рамой и барельефами по бокам

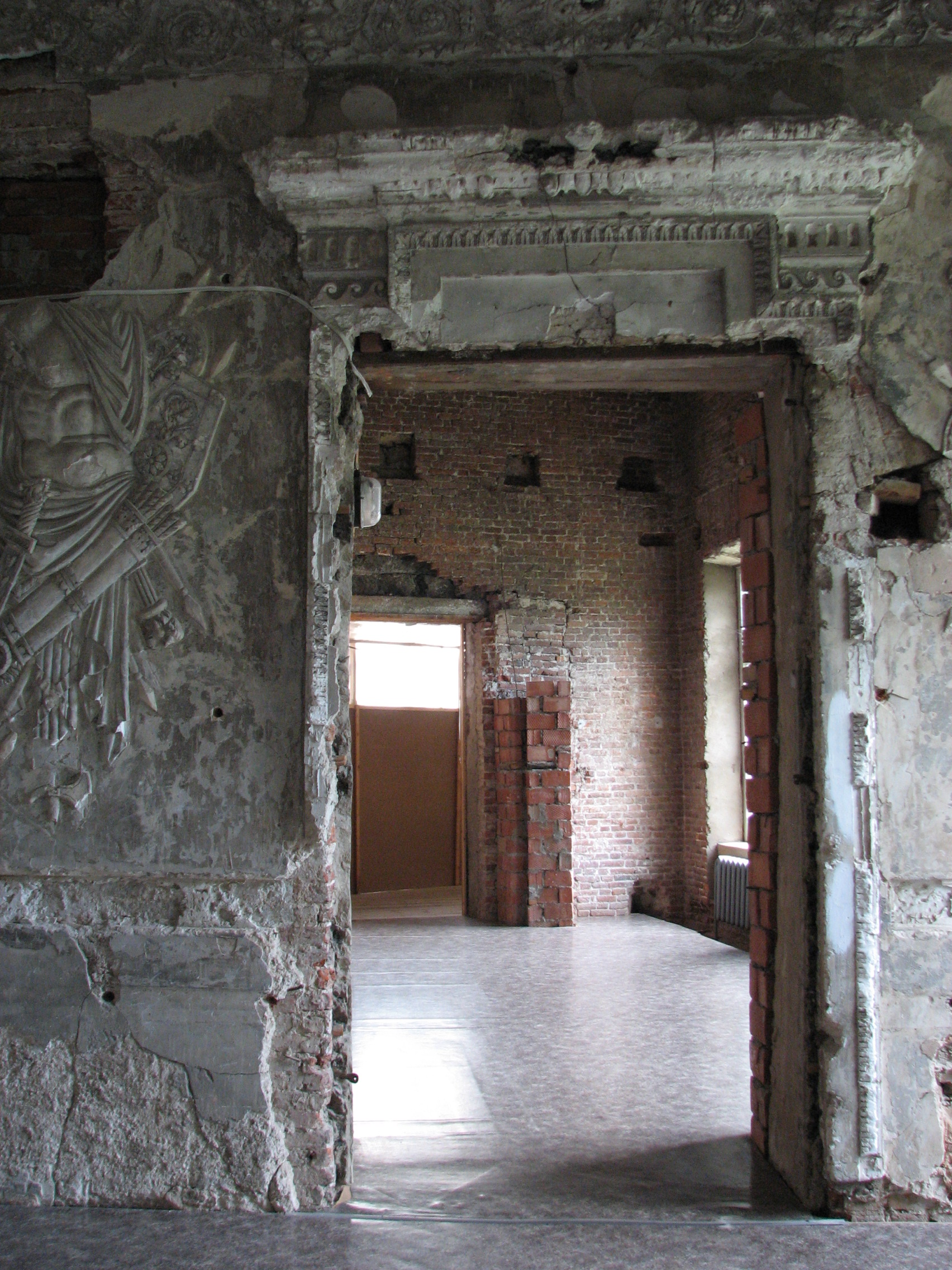
Дверной портал до реставрации

Ритмическое членение пространства стен обеспечивали широкие пилястры упрощённого дорического ордера, которые содержали барельефы, изображавшие пучки ликторских связок с секирами и шлемами. Пучки были перевиты позолоченными лентами. Композицию дополняли тоже позолоченные трёхчастные лавровые венки и лепные медальоны в верхней части пилястр, с профилями античных воинов.
Перекрытие галереи имело глубокие распалубки — всего 9, выделенных рёбрами, с обеих сторон падуги (8 соответствовали оконным проёмам, ещё одна — центральному простенку с картиной). Этот приём также работал на ритмичность организации пространства зала и способствовал иллюзорному увеличению объёма помещения. Своды были богато обработаны золочёным лепным декором. Верхняя часть каждой распалубки была украшена рельефом головы Горгоны Медузы. В люнетах размещались композиции из стилизованного античного и восточного оружия.
Восточная торцевая стена, с выходом на Парадную лестницу, по конфигурации имела вид полукруга и была снабжена своего рода антресольным этажом, в качестве которого выступали ограждённые балюстрадой хоры. Они поддерживались тяжёлыми консолями в форме двойных волют. На противоположной торцевой стене, справа и слева от двери, ведущей в Овальную комнату, были оформлены эффектные барельефные группы древнеримских императорских трофеев, которые включали частично позолоченные доспехи, шлем, восьмиугольные и круглые щиты, копья, колчаны со стрелами, мечи, кинжалы, ликторские пучки. Все эти предметы являются эмблемами былой силы врага, ныне побеждённого и сложившего своё оружие. Створки дверей галереи были декорированы символикой древнеримских воинских триумфов (львиные головы, скрещённые колчаны, палица Геркулеса).

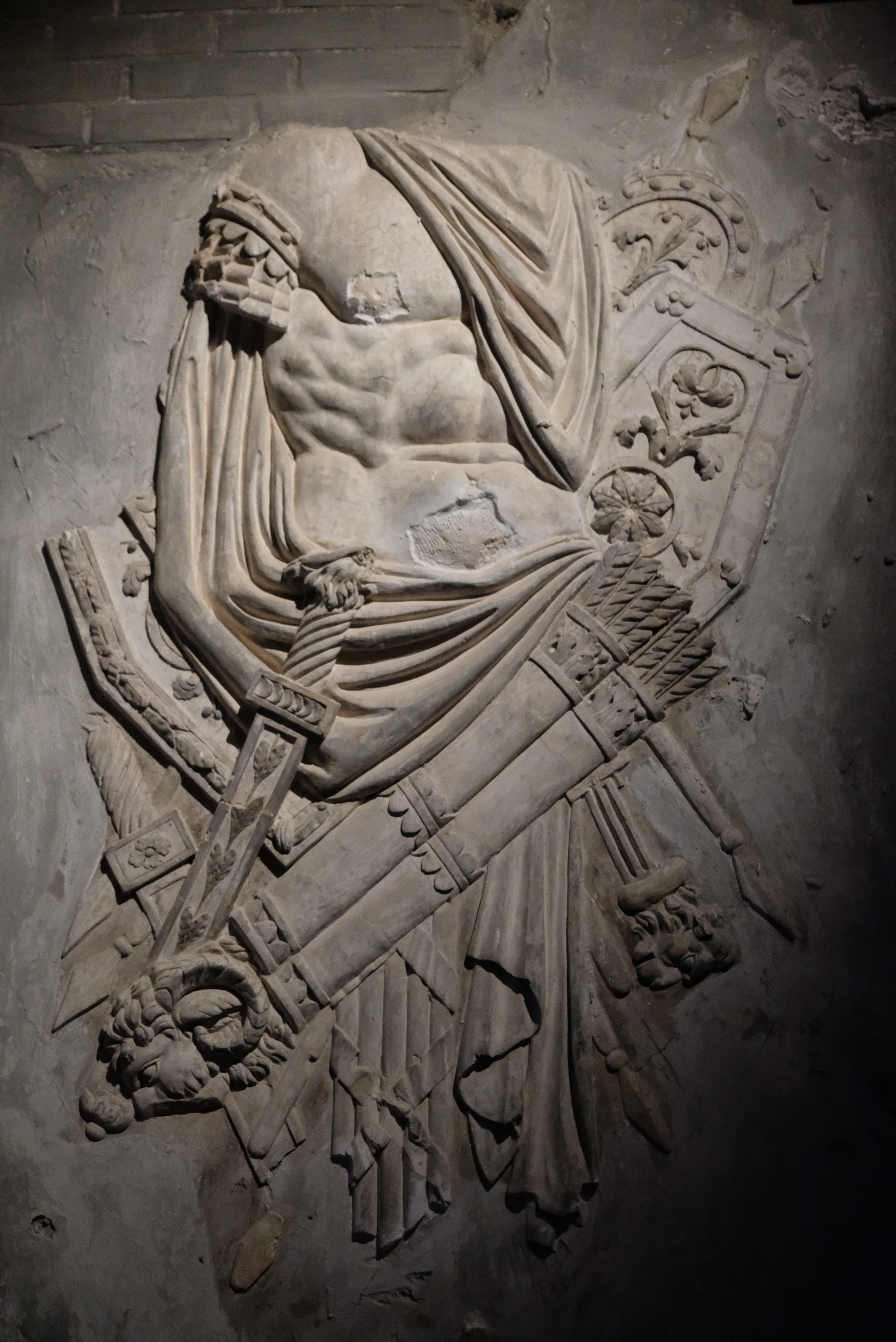
Барельеф торцевой стены слева от двери в Овальную комнату

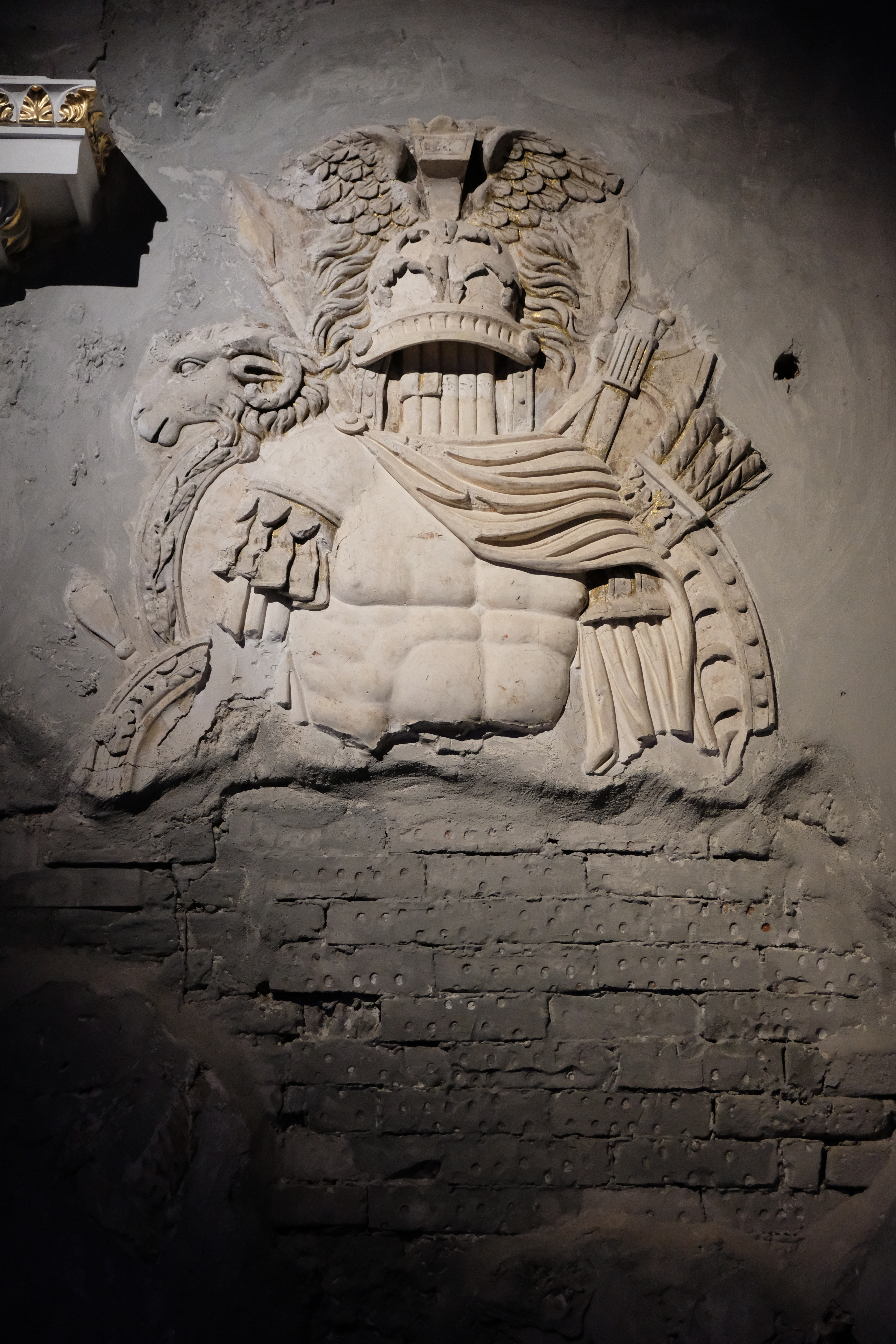
Барельеф торцевой стены справа от двери в Овальную комнату

Таким образом, богатый классический лепной декор через символы и эмблематику древнегреческой и древнеримской мифологии и истории тематически «обрамлял» живописные полотна, которые своими военно-историческими сюжетами задавали содержание интерьера. В этой системе аллегорий голова Медузы Горгоны, трофейное оружие и доспехи означали одержанную победу, ликторские пучки и орёл служили знаками верховной власти, голова льва и палица Геркулеса символизировали силу, гирлянды, венки, ленты и почётные повязки-тении — славу.
Наборный паркет галереи с крупным линейным рисунком был составлен из гигантских ромбов, в которые были вписаны четырёхлучевые звёзды. Ромбы связывали друг с другом прямоугольники с вписанными с них небольшими кругами. Круги были разделены на четыре сектора, отмеченные тёмным и светлым деревом. Вдоль стен зала, на уровне падуги потолка, центральный рисунок окружал фриз в виде волны.
Особую праздничность и помпезность помещению придавало применение позолоты. В целом, декоративное убранство галереи предвосхищало дальнейшее развитие стиля классицизма, особенно в работах ученика В. Бренны — Карла Росси. Как отмечали историки искусства Д. А. Кючарианц и А. Г. Раскин, в рамках творчества самого Винченцо Бренны Чесменская галерея стала одним из высших достижений в области парадного интерьера. Искусствовед В. К. Шуйский в своём очерке-путеводителе по сооружениям, созданным Бренной, писал, что итальянский архитектор, используя художественные приёмы, широко применявшиеся им и в других интерьерах, сумел сделать Чесменскую галерею непохожей на прочие подобного рода залы, спроектированные им. Более того, галерея может считаться одним из лучших интерьеров павловского времени.